# Summer '68
«Summer '68» es una canción de Pink Floyd del álbum Atom Heart Mother. Escrita y cantada por Richard Wright, es acerca de pasar una sola noche con una mujer y la vuelta a la vida habitual de una gira luego de ella. La introducción con un piano tranquilo contrasta con el solo explosivo de trompeta en la mitad y en el final de la canción, el segundo se rompe haciendo eco del tema Father's Shout del Atom Heart Mother (suite). A diferencia de Sysyphus de Ummagumma, que fue inspirada por la música clásica, Summer '68 muestra a Wright volviendo a la escritura lírica (más que a la instrumental).

## Personal
- Richard Wright - Voz, Piano y Órgano Hammond
- Roger Waters - Bajo
- David Gilmour - Guitarra acústica y coros
- Nick Mason - Batería
- Abbey Road Session Pops Orchestra - Bronces